# Addio mia bella addio (film)
Addio mia bella addio (Behind the Front) è un film muto del 1926 diretto da A. Edward Sutherland, tratto da The Spoils of War di Hugh Wiley, un breve racconto pubblicato il 9 maggio 1925 sul Saturday Evening Post.

## Trama
Shorty è un borseggiatore, Riff la vittima che si mette a inseguirlo. I due capitano così per caso nell'elegante residenza dei Bartlett-Cooper dove la giovane e graziosa Betty Bartlett-Cooper sta reclutando soldati per l'esercito. I due giovanotti si innamorano istantaneamente di lei e si lasciano convincere ad arruolarsi. Mandati in Francia, i due diventano presto amici, anche se l'amore per Betty li rende rivali. Al loro ritorno in patria, scoprono che la loro bella si è nel frattempo sposata con Percy Brown, il figlio del re delle gallette.

## Produzione
Il film venne prodotto dalla Famous Players-Lasky Corporation (Paramount Pictures).

## Distribuzione
Il copyright del film fu depositato dalla Famous Players-Lasky Corp. in data 24 febbraio 1926 con il numero LP22417.
Presentato da Jesse L. Lasky e Adolph Zukor, il film fu distribuito nelle sale statunitensi il 22 febbraio 1926 dopo una prima tenuta a New York il 9 febbraio di quello stesso anno. In Finlandia, la pellicola uscì l'8 novembre del 1926, mentre in Austria venne distribuita l'anno dopo. Nel luglio 1928, il film uscì anche in Portogallo con il titolo Recrutas na Rectaguarda.
Copie della pellicola vengono conservate negli archivi della George Eastman House e in quelli dell'UCLA.
La eMoviez lo ha distribuito in DVD, masterizzato da una copia in 16 mm. in una versione della durata di 71 minuti accompagnata da una colonna sonora formata da registrazioni preesistenti.